# Büro Fellner & Helmer

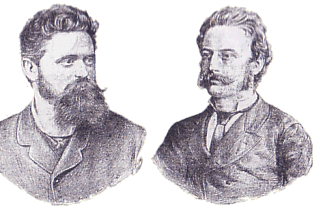
Hermann Helmer und Ferdinand Fellner

Das Architektur-Büro Fellner & Helmer (auch Atelier Fellner & Helmer) in Wien wurde 1873 von den Architekten Ferdinand Fellner d. J. (1847–1916) und Hermann Helmer (1849–1919) gegründet und bis 1919 betrieben.

## Arbeiten
Das Architekturbüro war auf den Bau von Theatern spezialisiert – was schon durch die Arbeiten von Fellner I. initiiert war – und insgesamt am Bau von 48 Theatergebäuden in Europa beteiligt. Der Boom an Theaterbauten um 1900 förderte eine solche Spezialisierung, die in Großbritannien etwa durch das Büro Frank Matchams repräsentiert wurde. Maßgeblich war der Wunsch des Bürgertums nach eigenen Bühnen. Hinzu kamen verschärfte Sicherheitsbedingungen bezüglich des Feuerschutzes (Ringtheaterbrand 1881), die Umbauten notwendig machten. Besonders Helmer befasste sich intensiv mit Brandschutzvorkehrungen, Versuchen und Vorschriften und war in einer Reihe von Ausschüssen tätig. Die fast schon monopolartige Stellung der Architekten in Österreich-Ungarn lässt sich darauf zurückführen, dass die Bürogemeinschaft hohe Qualität bei niedrigen Kosten und schneller Durchführung, Zuverlässigkeit, Berechenbarkeit und Professionalität garantieren konnte. Ihr Baustil hat eine neue Epoche in der Architektur des 20. Jahrhunderts eingeleitet. Durch ihren Baustil schlugen sie neue Wege im Städtebau ein, weg von der streng italienischen Renaissance zur Wiederentdeckung des Barocks bis hin zum Jugendstil ihrer spätesten Bauten. In diesem Stil haben sie nicht nur Theater, sondern auch Kaufhäuser, Banken, Hotels, Palais, Landschlösser sowie Landhäuser und Villen gebaut, insgesamt sind mehr als 200 Bauten dokumentiert. Bei der Bautechnik wandten sie die neuesten bekannten Baumethoden an.
Trotz vieler Kriege und Brände sind fast alle Theater heute noch in Betrieb und dienen dem kulturellen Leben in vielen Städten Europas – ein Zeichen, wie zukunftsweisend die Wiener Architekten bereits im 19. Jahrhundert gebaut haben.

## Unternehmensgeschichte
Nach seinem Studium trat Hermann Helmer um das Jahr 1871 herum in das Atelier des herzleidenden Ferdinand Fellner I. (1815–1871) ein, welcher schon seit 1866 von seinem Sohn Ferdinand Fellner II. tatkräftig unterstützt wurde. Dieser führte auch nach dem Tod des Vaters das Atelier weiter. Im Jahre 1873 gründeten dann Fellner II. und Helmer die Architektengemeinschaft Fellner & Helmer. In den ersten Jahren war Fellner vor allem für die Verhandlungen, die Bauleitung und die Besprechungen vor Ort zuständig, während Helmer im Büro arbeitete. Später wurden die Aufträge aufgeteilt und jeder Architekt hatte seinen eigenen Mitarbeiterstab. Die Arbeiten wurden jedoch immer in einheitlicher Gestaltungsweise geplant und liefen stets unter dem gemeinsamen Ateliernamen.
Im Atelier waren zeitweise bis zu 20 Architekten beschäftigt, um die Aufträge bewältigen zu können. Darunter befanden sich Franz Krauß, Rudolf Krausz, Ernst Gotthilf, Alexander Graf, Arthur Meinig und Alexander Neumann. Nach ihrem Studium traten auch die Söhne Ferdinand Fellner III. und Hermann Helmer jun. in das Atelier ein, wobei Fellner III. schon 1911 starb. Nach dem Tod von Fellner II. wurde das Büro von Helmer sen. weitergeführt und nach dessen Tod von Helmer jun. Nach dem Zerfall der Habsburgermonarchie kamen jedoch keine nennenswerten Aufträge mehr, und das Büro wurde schließlich aufgelöst.

## Theater- und Konzertbauten
| Foto  |                 | Baujahr   | Name                                                                                  | Standort                                                      | Beschreibung | Metadaten |
| ----- | --------------- | --------- | ------------------------------------------------------------------------------------- | ------------------------------------------------------------- | --- | --- |
| ja    | Datei hochladen | 1870      | Interimstheater Brünn                                                                 | Brünn, Tschechien                                             | zerstört Anmerkung: 1882 zerstört | P84(Architekt): P131(Ort): |
| ja    | Datei hochladen | 1871–1872 | Wiener Stadttheater                                                                   | Wien 1, Seilerstätte 9                                        | zerstört Anmerkung: 1884 zum Teil abgebrannt. 1888 ebenfalls von Fellner&Helmer zum Etablissement Ronacher ausgebaut                                                                       | P84(Architekt): P131(Ort): |
| ja    | Datei hochladen | 1871–1873 | Kroatisches Nationaltheater Varazdin · Wikidata                                       | Ulica Augusta Cesarca 1, Varaždin Standort                    | → Hauptartikel : Kroatisches Nationaltheater in Varaždin f1 | P84(Architekt):Büro Fellner & Helmer P131(Ort):Varaždin Region-ISO:HR-05                                                          |
| ja    | Datei hochladen | 1871–1875 | Theater-Hotel- und Redoutengebäude · Wikidata                                         | Temesvar, Siebenbürgen / Timișoara, Rumänien Standort         | verändert Anmerkung: 1920 verändert. Lediglich die Seitenteile sind im Original | P84(Architekt):Büro Fellner & Helmer P131(Ort):Kreis Timiș Region-ISO:RO-TM                                                       |
| ja    | Datei hochladen | 1874–1875 | Volkstheater Budapest · Wikidata                                                      | Budapest, Ungarn Standort                                     | zerstört Anmerkung: Népszínház, 1965 abgerissen | P84(Architekt):Kéler Napóleon, Felix Buzzi P131(Ort):VIII. Budapester Bezirk Region-ISO:HU-BU                                     |
| ja    | Datei hochladen | 1877      | Stadttheater Augsburg · Wikidata                                                      | Augsburg, Deutschland Standort                                | Anmerkung: 1937 auf Initiative Hitlers umgebaut, im 2. Weltkrieg weitgehend zerstört und vereinfacht wiederaufgebaut                                                                       | P84(Architekt):Ferdinand Fellner der Jüngere, Hermann Helmer P131(Ort):Augsburg Region-ISO:DE-BY                                  |
| ja    | Datei hochladen | 1881–1882 | Stadttheater Brünn / Mahen-Theater · Wikidata                                         | Brünn, Tschechien Standort                                    | Anmerkung: erstes Theater Europas mit elektrischer Beleuchtung | P84(Architekt):Büro Fellner & Helmer P131(Ort):Brno-město Region-ISO:CZ-64                                                        |
| ja    | Datei hochladen | 1881–1883 | Stadttheater Reichenberg · Wikidata                                                   | Böhmen / Liberec, Tschechien Standort                         | Anmerkung: Divadlo F. X. Šalda | P84(Architekt):Hermann Helmer, Ferdinand Fellner der Jüngere P131(Ort):Staré Město (Liberec I, Czechia) Region-ISO:CZ-51          |
| ja    | Datei hochladen | 1882–1883 | Stadttheater Szegedin / Szeged · Wikidata                                             | Szeged, Ungarn Standort                                       | | P84(Architekt):Büro Fellner & Helmer P131(Ort):Szeged Region-ISO:HU-SD                                                            |
| ja    | Datei hochladen | 1883–1885 | Stadttheater Fiume / Kroatisches Nationaltheater in Rijeka · Wikidata                 | Rijeka, Kroatien Standort                                     | → Hauptartikel : Kroatisches Nationaltheater in Rijeka f1 | P84(Architekt):Ferdinand Fellner der Jüngere P131(Ort):Rijeka Region-ISO:HR-08                                                    |
| ja BW | Datei hochladen | 1884–1886 | Stadttheater Karlsbad · Wikidata                                                      | Karlovy Vary, Tschechien Standort                             | Anmerkung: Městské divadlo | P84(Architekt):Büro Fellner & Helmer P131(Ort):Karlsbad Region-ISO:CZ-41                                                          |
| ja    | Datei hochladen | 1884–1887 | Opernhaus Odessa / Teatr operi ta baletu / Stadttheater Odessa · Wikidata             | Odessa, Ukraine Standort                                      | → Hauptartikel : Theater Odessa f1 | P84(Architekt):Büro Fellner & Helmer P131(Ort):Odessa Region-ISO:UA-51                                                            |
| ja    | Datei hochladen | 1885–1886 | Slowakisches Nationaltheater · Wikidata                                               | Pressburg (heute Bratislava), Slowakei Standort               | Anmerkung: Zweites Theater | P84(Architekt):Büro Fellner & Helmer P131(Ort):Bratislava Region-ISO:SK-BL                                                        |
| ja    | Datei hochladen | 1886–1887 | Neues Deutsches Theater Prag / Staatsoper · Wikidata                                  | Legerova 75, Prag, Tschechien Standort                        | Anmerkung: Státní opera Praha | P84(Architekt):Büro Fellner & Helmer P131(Ort):Vinohrady Region-ISO:CZ-10                                                         |
| ja BW | Datei hochladen | 1887–1888 | Etablissement Ronacher HERIS-ID: 40819 Objekt-ID: 40863                               | Wien 1, Seilerstätte 9 Standort                               | Anmerkung: Wiederaufbau des zum Teil abgebrannten Stadttheaters | P84(Architekt):Hermann Helmer, Ferdinand Fellner der Jüngere P131(Ort):Wien Region-ISO:AT-9                                       |
| ja    | Datei hochladen | 1888      | Schlosstheater des Grafen Esterhazy · Wikidata                                        | Várszínház, Totis / Tata, Ungarn Standort                     | zerstört Anmerkung: 1913 abgerissen. Miklós Esterházy | P84(Architekt):Büro Fellner & Helmer P131(Ort):Tata Region-ISO:HU-KE                                                              |
| ja BW | Datei hochladen | 1888–1889 | Volkstheater HERIS-ID: 30476 Objekt-ID: 27224                                         | Wien 7, Museumsstraße 2A / Neustiftgasse / Burggasse Standort | Anmerkung: früher Deutsches Volkstheater | P84(Architekt):Büro Fellner & Helmer P131(Ort):Neubau Region-ISO:AT-9                                                             |
| ja    | Datei hochladen | 1890–1891 | Stadttheater Opernhaus Zürich · Wikidata                                              | Zürich, Schweiz Standort                                      | → Hauptartikel : Opernhaus Zürich f1 | P84(Architekt):Büro Fellner & Helmer, Hermann Helmer P131(Ort):Zürich Region-ISO:CH-ZH                                            |
| ja    | Datei hochladen | 1891–1892 | Theater unter den Linden Berlin / Komische Oper Berlin · Wikidata                     | Berlin, Deutschland Standort                                  | Anmerkung: als „Theater Unter den Linden“, später „Metropol-Theater“. Außenbau im Zweiten Weltkrieg zerstört.                                                                              | P84(Architekt):Büro Fellner & Helmer, Kunz Nierade P131(Ort):Bezirk Mitte von Berlin Region-ISO:DE-BE                             |
|       | Datei hochladen | 1892      | Pavillon zur Wiener Musik- und Theaterausstellung 1892                                | Wien 2                                                        | zerstört | P84(Architekt): P131(Ort): |
| ja    | Datei hochladen | 1892–1893 | Hoftheater Wiesbaden · Wikidata                                                       | Wiesbaden, Deutschland Standort                               | → Hauptartikel : Hessisches Staatstheater Wiesbaden f1 | P84(Architekt):Büro Fellner & Helmer, Hermann Helmer P131(Ort):Mitte Region-ISO:DE-HE                                             |
| ja    | Datei hochladen | 1893      | Landestheater Salzburg HERIS-ID: 53189 Objekt-ID: 60988                               | Schwarzstraße 22, Salzburg Standort                           | → Hauptartikel : Salzburger Landestheater f1 | P84(Architekt):Büro Fellner & Helmer P131(Ort):Salzburg Region-ISO:AT-5                                                           |
| ja BW | Datei hochladen | 1893–1894 | Orfeum Somossy · Wikidata                                                             | Budapest, Ungarn Standort                                     | Anmerkung: Fővárosi Operettszínház | P84(Architekt):Büro Fellner & Helmer, László Vágó P131(Ort):Terézváros Region-ISO:HU-BU                                           |
| ja    | Datei hochladen | 1893–1895 | Ton- und Kongresshalle Zürich · Wikidata                                              | Zürich, Schweiz Standort                                      | verändert | P84(Architekt):Büro Fellner & Helmer P131(Ort):Zürich Region-ISO:CH-ZH                                                            |
| ja BW | Datei hochladen | 1894      | Restauration St. Annahof HERIS-ID: 30863 Objekt-ID: 27666                             | Wien 1, Annagasse 3–3a Standort                               | Anmerkung: darüber Wohnungen | P84(Architekt):Büro Fellner & Helmer P131(Ort):Innere Stadt Region-ISO:AT-9                                                       |
| ja    | Datei hochladen | 1894–1895 | Nationaltheater Zagreb · Wikidata                                                     | Agram / Zagreb, Kroatien Standort                             | Anmerkung: Hrvatsko Narodno Kazalište | P84(Architekt):Büro Fellner & Helmer P131(Ort):Zagreb Region-ISO:HR-21                                                            |
| ja    | Datei hochladen | 1894–1896 | National- und Hoftheater Jassi · Wikidata                                             | Iași, Rumänien Standort                                       | | P84(Architekt):Büro Fellner & Helmer P131(Ort):Iași Region-ISO:RO-IS                                                              |
| ja BW | Datei hochladen | 1895–1896 | Lustspieltheater Budapest · Wikidata                                                  | Budapest, Ungarn Standort                                     | Anmerkung: Vígszínház | P84(Architekt):Büro Fellner & Helmer P131(Ort):XIII. Budapester Bezirk Region-ISO:HU-BU                                           |
| ja    | Datei hochladen | 1895–1896 | Stadttheater Kecskemét · Wikidata                                                     | Kecskemét, Ungarn Standort                                    | Anmerkung: Katona József Theatre | P84(Architekt):Büro Fellner & Helmer P131(Ort):Kecskemét Region-ISO:HU-KM                                                         |
| ja    | Datei hochladen | 1896–1897 | Konzerthaus Ravensburg · Wikidata                                                     | Ravensburg, Deutschland Standort                              | → Hauptartikel : Konzerthaus Ravensburg f1 | P84(Architekt):Büro Fellner & Helmer P131(Ort):Ravensburg Region-ISO:DE-BW                                                        |
| ja    | Datei hochladen | 1894–1895 | Kunstpavillon Zagreb · Wikidata                                                       | Zagreb, Kroatien Standort                                     | → Hauptartikel : Kunstpavillon Zagreb f1 | P84(Architekt):Flóris Korb, Kálmán Giergl P131(Ort):Donji Grad Region-ISO:HR-21                                                   |
| ja BW | Datei hochladen | 1899      | Opernhaus Graz HERIS-ID: 37008 Objekt-ID: 36079                                       | Graz Standort                                                 | → Hauptartikel : Opernhaus Graz f1 | P84(Architekt):Büro Fellner & Helmer P131(Ort):Graz Region-ISO:AT-6                                                               |
| ja    | Datei hochladen | 1898–1899 | Stadttheater Arbeitertheater Berndorf HERIS-ID: 49534 Objekt-ID: 53339                | Berndorf, Niederösterreich Standort                           | → Hauptartikel : Stadttheater Berndorf f1 | P84(Architekt):Büro Fellner & Helmer P131(Ort):Berndorf Region-ISO:AT-3                                                           |
| ja BW | Datei hochladen | 1899–1900 | Stadttheater Großwardein · Wikidata                                                   | Oradea, Rumänien Standort                                     | | P84(Architekt):Büro Fellner & Helmer P131(Ort):Oradea Region-ISO:RO-BH                                                            |
| ja    | Datei hochladen | 1899–1900 | Deutsches Schauspielhaus Hamburg · Wikidata                                           | Hamburg, Deutschland Standort                                 | → Hauptartikel : Deutsches Schauspielhaus f1 | P84(Architekt):Büro Fellner & Helmer P131(Ort):Hamburg Region-ISO:DE-HH                                                           |
| ja    | Datei hochladen | 1901–1902 | Stadttheater Fürth · Wikidata                                                         | Fürth, Deutschland Standort                                   | → Hauptartikel : Stadttheater Fürth f1 | P84(Architekt):Büro Fellner & Helmer, Hermann Helmer, Ferdinand Fellner der Jüngere P131(Ort):Fürth Region-ISO:DE-BY              |
| ja BW | Datei hochladen | 1902      | Theater an der Wien Umbau HERIS-ID: 23492 Objekt-ID: 19846 Wiener Wohnen: 333         | Wien 6, Linke Wienzeile 6 Standort                            | Anmerkung: früher Magdalenenstraße; 1960/61 Umgestaltung. Auf Fellner & Helmer geht insbesondere auch das mit dem Theater verbundene späthistoristische Wohnhaus Linke Wienzeile 6 zurück. | P84(Architekt): P131(Ort):Mariahilf Region-ISO:AT-9                                                                               |
| ja    | Datei hochladen | 1902      | Theater im Schloss Ottensheim HERIS-ID: 22010 Objekt-ID: 18337                        | Ottensheim, Oberösterreich Standort                           | zerstört Anmerkung: geschlossen seit den 1930er Jahren nur Reste vorhanden | P84(Architekt): P131(Ort):Ottensheim Region-ISO:AT-4                                                                              |
| ja    | Datei hochladen | 1903–1904 | Wilama Horzycy / Stadttheater Thorn · Wikidata                                        | Toruń, Polen Standort                                         | | P84(Architekt): P131(Ort):Thorn Region-ISO:PL-04                                                                                  |
|       | Datei hochladen | 1904      | Umbau des Inneren des Hoftheaters Darmstadt · Wikidata                                | Darmstadt, Deutschland Standort                               | zerstört Anmerkung: Heute befindet sich in dem Gebäude das Hessische Staatsarchiv Darmstadt                                                                                                | P84(Architekt): P131(Ort):Darmstadt Region-ISO:DE-HE                                                                              |
| ja    | Datei hochladen | 1904–1905 | Stadttheater Czernowitz · Wikidata                                                    | Bukowina / Cernovci, Ukraine Standort                         | → Hauptartikel : Olha-Kobyljanska-Stadttheater f1 | P84(Architekt):Büro Fellner & Helmer P131(Ort):Czernowitz Region-ISO:UA-77                                                        |
| ja    | Datei hochladen | 1889–1890 | Theater Bielitz-Biala · Wikidata                                                      | Bielsko-Biała, Polen Standort                                 | Anmerkung: Erbaut 1889–1890 durch Emil von Förster. 1904–1905 durch Helmer und Fellner umgebaut. Bielsko-Biała Teatr Polski                                                                | P84(Architekt):Emil von Förster P131(Ort):Bielitz-Biala Region-ISO:PL-24                                                          |
| ja    | Datei hochladen | 1904–1906 | Nationaltheater Sofia Iwan Wasow · Wikidata                                           | Sofia, Bulgarien Standort                                     | → Hauptartikel : Nationaltheater „Iwan Wasow“ f1 | P84(Architekt):Büro Fellner & Helmer P131(Ort):Sofia Region-ISO:BG                                                                |
| ja    | Datei hochladen | 1904–1906 | Nationaltheater Klausenburg · Wikidata                                                | Cluj-Napoca (Siebenbürgen), Rumänien Standort                 | Anmerkung: Nemzeti Színház | P84(Architekt):Büro Fellner & Helmer P131(Ort):Cluj-Napoca Region-ISO:RO-CJ                                                       |
| ja    | Datei hochladen | 1906–1907 | Stadttheater Gablonz an der Neiße · Wikidata                                          | Jablonec nad Nisou, Tschechien Standort                       | Anmerkung: Městské divadlo | P84(Architekt):Büro Fellner & Helmer, Ferdinand Fellner der Jüngere, Hermann Helmer P131(Ort):Jablonec nad Nisou Region-ISO:CZ-51 |
| ja    | Datei hochladen | 1906–1907 | Stadttheater Gießen · Wikidata                                                        | Gießen, Deutschland Standort                                  | → Hauptartikel : Stadttheater Gießen f1 | P84(Architekt):Büro Fellner & Helmer P131(Ort):Gießen Region-ISO:DE-HE                                                            |
| ja    | Datei hochladen | 1906–1909 | Stadttheater Jungbunzlau · Wikidata                                                   | Mladá Boleslav, Tschechien Standort                           | Anmerkung: Mladá Boleslav | P84(Architekt):Büro Fellner & Helmer, Emil Králík, Jan Kříženecký P131(Ort):Mladá Boleslav II Region-ISO:CZ-20                    |
| ja    | Datei hochladen | 1908–1909 | Stadttheater Baden HERIS-ID: 49502 Objekt-ID: 53273                                   | Baden bei Wien, Österreich Standort                           | → Hauptartikel : Stadttheater Baden f1 | P84(Architekt):Büro Fellner & Helmer P131(Ort):Baden bei Wien Region-ISO:AT-3                                                     |
| ja    | Datei hochladen | 1909–1910 | Stadttheater Klagenfurt HERIS-ID: 53943 Objekt-ID: 62048                              | Klagenfurt, Kärnten Standort                                  | Anmerkung: 1996–1998 Zubau von Günther Domenig | P84(Architekt):Büro Fellner & Helmer, Hermann Helmer P131(Ort):Klagenfurt am Wörthersee Region-ISO:AT-2                           |
| ja    | Datei hochladen | 1909–1910 | Stadttheater Adama Mickiewicza Teschen · Wikidata                                     | Cieszyn, Polen Standort                                       | → Hauptartikel : Adam-Mickiewicz-Theater (Cieszyn) f1 | P84(Architekt):Büro Fellner & Helmer P131(Ort):Cieszyn Region-ISO:PL-24                                                           |
| BW    | Datei hochladen | 1910      | Schlosstheater Łańcut · Wikidata                                                      | Łańcut, Polen Standort                                        | Anmerkung: Łańcut | P84(Architekt):Büro Fellner & Helmer, Józef Henny P131(Ort):Łańcut Region-ISO:PL-18                                               |
| ja    | Datei hochladen | 1910–1913 | Akademietheater und Hochschule für darstellende Kunst HERIS-ID: 11579 Objekt-ID: 7682 | Wien 3, Lothringerstraße 18 / Lisztstraße 1 Standort          | Anmerkung: mit Ludwig Baumann | P84(Architekt):Büro Fellner & Helmer P131(Ort):Wien Region-ISO:AT-9                                                               |
| ja    | Datei hochladen | 1910–1913 | Wiener Konzerthaus HERIS-ID: 14478 Objekt-ID: 10715                                   | Wien 3, Lothringerstraße 20 Standort                          | Anmerkung: mit Ludwig Baumann | P84(Architekt):Büro Fellner & Helmer P131(Ort):Landstraße Region-ISO:AT-9                                                         |

## Weitere Projekte

### Wien
| Foto  |                 | Baujahr   | Name                                                                                     | Standort                                                                      | Beschreibung                                                                                  | Metadaten                                                                   |
| ----- | --------------- | --------- | ---------------------------------------------------------------------------------------- | ----------------------------------------------------------------------------- | --------------------------------------------------------------------------------------------- | --------------------------------------------------------------------------- |
| ja    | Datei hochladen | 1868      | Atelier Fellner & Helmer                                                                 | Servitengasse 7 Standort                                                      |                                                                                               | P84(Architekt): P131(Ort):                                                  |
| ja    | Datei hochladen | 1874–1878 | Universitätssternwarte HERIS-ID: 48762 Objekt-ID: 52311                                  | Wien 18, Türkenschanzstraße 17 Standort                                       | → Hauptartikel : Universitätssternwarte Wien f1                                               | P84(Architekt):Büro Fellner & Helmer P131(Ort):Wien Region-ISO:AT-9         |
| ja    | Datei hochladen | 1874–1880 | Ehem. Sturany-Palais HERIS-ID: 40808 Objekt-ID: 40849                                    | Wien 1, Schottenring 21 Standort                                              | → Hauptartikel : Palais Sturany f1                                                            | P84(Architekt): P131(Ort):Wien Region-ISO:AT-9                              |
| ja    | Datei hochladen | 1875      | Wohnhaus                                                                                 | Wien 3, Landstraßer Hauptstraße 46 Standort                                   | Anmerkung: Umbau                                                                              | P84(Architekt): P131(Ort):                                                  |
| ja    | Datei hochladen | 1875      | Wohn- und Geschäftshaus                                                                  | Wien 8, Lange Gasse 35A Standort                                              |                                                                                               | P84(Architekt): P131(Ort):                                                  |
| ja    | Datei hochladen | 1875–1876 | Thonethaus                                                                               | Wien 1, Kärntner Straße 12 / Kupferschmidgasse 2 Standort                     |                                                                                               | P84(Architekt): P131(Ort):                                                  |
| ja BW | Datei hochladen | 1876      | Wohn- und Geschäftshaus                                                                  | Wien 8, Josefstädter Straße 13 / Lange Gasse 28 Standort                      |                                                                                               | P84(Architekt): P131(Ort):                                                  |
| ja BW | Datei hochladen | 1877      | Wohn- und Geschäftshaus, Haus der Herzogin von Castries HERIS-ID: 40792 Objekt-ID: 40832 | Wien 1, Rotenturmstraße 12 Standort                                           |                                                                                               | P84(Architekt): P131(Ort):Innere Stadt Region-ISO:AT-9                      |
| ja    | Datei hochladen | 1879      | Palais                                                                                   | Wien 4, Prinz-Eugen-Straße 40                                                 | Anmerkung: heute Türkische Botschaft                                                          | P84(Architekt): P131(Ort):                                                  |
| ja    | Datei hochladen | 1879      | Miethaus                                                                                 | Wien 3, Baumgasse 5 Standort                                                  |                                                                                               | P84(Architekt): P131(Ort):                                                  |
| ja    | Datei hochladen | 1879–1880 | Warenhaus A. Krammers Sohn                                                               | Wien 1, Stephansplatz 10 / Goldschmiedgasse 2 Standort                        | Anmerkung: nach Brand 1945 wieder instand gesetzt, Dekor abgeräumt                            | P84(Architekt): P131(Ort):                                                  |
| ja    | Datei hochladen | 1879–1881 | Villa Rittershausen HERIS-ID: 70334 Objekt-ID: 83448                                     | Wien 19, Hohe Warte 19 Standort                                               | Anmerkung: Umbau zuletzt 2013                                                                 | P84(Architekt): P131(Ort):Döbling Region-ISO:AT-9                           |
| ja    | Datei hochladen | 1880      | Bürgerpalais, Haus Biach HERIS-ID: 25522 Objekt-ID: 21952                                | Wien 4, Mayerhofgasse 20 Standort                                             |                                                                                               | P84(Architekt):Büro Fellner & Helmer P131(Ort):Wieden Region-ISO:AT-9       |
| ja    | Datei hochladen | 1880      | Wohnhaus                                                                                 | Wien 4, Plößlgasse 5–7 Standort                                               |                                                                                               | P84(Architekt): P131(Ort):                                                  |
| ja    | Datei hochladen | 1880      | Wohn- und Geschäftshaus HERIS-ID: 74078 Objekt-ID: 87472                                 | Wien 1, Goldschmiedgasse 6 Standort                                           |                                                                                               | P84(Architekt): P131(Ort):Innere Stadt Region-ISO:AT-9                      |
| ja BW | Datei hochladen | 1881      | Wohn- und Geschäftshaus HERIS-ID: 77337 Objekt-ID: 90962                                 | Wien 1, Goldschmiedgasse 4 Standort                                           |                                                                                               | P84(Architekt): P131(Ort):Innere Stadt Region-ISO:AT-9                      |
| ja    | Datei hochladen | 1882      | Mietpalais                                                                               | Wien 4, Schwindgasse 6 Standort                                               |                                                                                               | P84(Architekt): P131(Ort):                                                  |
| ja    | Datei hochladen | 1882–1884 | Wohn- und Geschäftshaus Thonethof                                                        | Wien 1, Rotenturmstraße 1–3 Standort                                          | zerstört Anmerkung: 1945 zerstört, 1964 Kennedy-Haus von G. Lippert und Hugo Mittag errichtet | P84(Architekt):Büro Fellner & Helmer P131(Ort):Innere Stadt Region-ISO:AT-9 |
| ja    | Datei hochladen | 1884      | Wohn- und Geschäftshaus                                                                  | Wien 9, Währinger Straße 5–7 Standort                                         |                                                                                               | P84(Architekt): P131(Ort):                                                  |
| ja    | Datei hochladen | 1884–1885 | Margaretenhof HERIS-ID: 40880 Objekt-ID: 41083                                           | Wien 5, Margaretenplatz 4 / Margaretenhof 1–12 / Margaretenstraße 86 Standort |                                                                                               | P84(Architekt):Büro Fellner & Helmer P131(Ort):Margareten Region-ISO:AT-9   |
| ja    | Datei hochladen | 1885–1886 | Miethaus Ensemble Zeinlhofergasse HERIS-ID: 10444 Objekt-ID: 6503                        | Wien 5, Zeinlhofergasse 5 Standort                                            |                                                                                               | P84(Architekt):Büro Fellner & Helmer P131(Ort):Margareten Region-ISO:AT-9   |
| ja    | Datei hochladen | 1885–1886 | Miethaus Ensemble Zeinlhofergasse HERIS-ID: 10603 Objekt-ID: 6663                        | Wien 5, Zeinlhofergasse 6 Standort                                            |                                                                                               | P84(Architekt):Büro Fellner & Helmer P131(Ort):Margareten Region-ISO:AT-9   |
| ja    | Datei hochladen | 1885–1886 | Miethaus Ensemble Zeinlhofergasse HERIS-ID: 10599 Objekt-ID: 6659                        | Wien 5, Zeinlhofergasse 7 Standort                                            |                                                                                               | P84(Architekt):Büro Fellner & Helmer P131(Ort):Margareten Region-ISO:AT-9   |
| ja    | Datei hochladen | 1885–1886 | Miethaus Ensemble Zeinlhofergasse HERIS-ID: 10604 Objekt-ID: 6664                        | Wien 5, Zeinlhofergasse 8 Standort                                            |                                                                                               | P84(Architekt):Büro Fellner & Helmer P131(Ort):Margareten Region-ISO:AT-9   |
| ja    | Datei hochladen | 1885–1886 | Miethaus Ensemble Zeinlhofergasse HERIS-ID: 10600 Objekt-ID: 6660                        | Wien 5, Zeinlhofergasse 9 Standort                                            |                                                                                               | P84(Architekt):Büro Fellner & Helmer P131(Ort):Margareten Region-ISO:AT-9   |
| ja    | Datei hochladen | 1885–1886 | Miethaus Ensemble Zeinlhofergasse HERIS-ID: 10605 Objekt-ID: 6665                        | Wien 5, Zeinlhofergasse 10 Standort                                           |                                                                                               | P84(Architekt):Büro Fellner & Helmer P131(Ort):Margareten Region-ISO:AT-9   |
| ja    | Datei hochladen | 1885–1886 | Miethaus Ensemble Zeinlhofergasse HERIS-ID: 10601 Objekt-ID: 6661                        | Wien 5, Zeinlhofergasse 11 Standort                                           |                                                                                               | P84(Architekt):Büro Fellner & Helmer P131(Ort):Margareten Region-ISO:AT-9   |
| ja    | Datei hochladen | 1885–1886 | Miethaus Ensemble Zeinlhofergasse HERIS-ID: 10606 Objekt-ID: 6666                        | Wien 5, Zeinlhofergasse 12 Standort                                           |                                                                                               | P84(Architekt):Büro Fellner & Helmer P131(Ort):Margareten Region-ISO:AT-9   |
| ja BW | Datei hochladen | 1886      | Miethaus HERIS-ID: 63857 Objekt-ID: 76546                                                | Wien 1, Teinfaltstraße 7 Standort                                             |                                                                                               | P84(Architekt): P131(Ort):Innere Stadt Region-ISO:AT-9                      |
| ja BW | Datei hochladen | 1886      | Miethaus                                                                                 | Wien 4, Rienösslgasse 1 Standort                                              |                                                                                               | P84(Architekt): P131(Ort):                                                  |
| ja BW | Datei hochladen | 1886      | Miethaus                                                                                 | Wien 4, Rienösslgasse 3 Standort                                              |                                                                                               | P84(Architekt): P131(Ort):                                                  |
| ja    | Datei hochladen | 1886      | Warenhaus Rothberger                                                                     | Wien 1, Stephansplatz 9 und 11 Standort                                       | zerstört Anmerkung: 1938 zerstört                                                             | P84(Architekt): P131(Ort):Wien Region-ISO:AT-9                              |
| ja    | Datei hochladen | 1887      | Miethaus                                                                                 | Wien 6, Amerlingstraße 9 Standort                                             |                                                                                               | P84(Architekt): P131(Ort):                                                  |
| ja    | Datei hochladen | 1887      | Stephaniewarte HERIS-ID: 73685 Objekt-ID: 87010                                          | Wien 19, Kahlenberg Standort                                                  | → Hauptartikel : Stephaniewarte f1                                                            | P84(Architekt): P131(Ort):Wien Region-ISO:AT-9                              |
| ja    | Datei hochladen | 1888–1890 | Palais Adolf Ritter von Schenk HERIS-ID: 25555 Objekt-ID: 21987                          | Wien 4, Theresianumgasse 21 Standort                                          | Anmerkung: Spanische Botschaft                                                                | P84(Architekt): P131(Ort):Wieden Region-ISO:AT-9                            |
| ja BW | Datei hochladen | 1889      | Ehem. Palais Seybel                                                                      | Wien 3, Reisnerstraße 50 Standort                                             |                                                                                               | P84(Architekt): P131(Ort):                                                  |
| ja    | Datei hochladen | 1889–1890 | Springer-Schlössl HERIS-ID: 29036 Objekt-ID: 25658                                       | Wien 12, Tivoligasse 73 Standort                                              | Anmerkung: heute Politische Akademie der ÖVP                                                  | P84(Architekt):Büro Fellner & Helmer P131(Ort):Wien Region-ISO:AT-9         |
| ja    | Datei hochladen | 1891      | Ehem. Palais Schnapper-Weisweiler HERIS-ID: 11649 Objekt-ID: 7757                        | Wien 3, Salesianergasse 3a Standort                                           | → Hauptartikel : Palais Weisweiler f1                                                         | P84(Architekt): P131(Ort):Wien Region-ISO:AT-9                              |
| ja    | Datei hochladen | 1891      | Miethaus                                                                                 | Wien 4, Prinz-Eugen-Straße 70 Standort                                        | Anmerkung: ehemals Heugasse                                                                   | P84(Architekt): P131(Ort):                                                  |
| ja    | Datei hochladen | 1891      | Ehem. Palais Wessely                                                                     | Wien 4, Argentinierstraße 23 Standort                                         |                                                                                               | P84(Architekt): P131(Ort):                                                  |
| ja    | Datei hochladen | 1891      | Miethaus                                                                                 | Wien 4, Graf-Starhemberg-Gasse 26 Standort                                    |                                                                                               | P84(Architekt): P131(Ort):                                                  |
| ja    | Datei hochladen | 1891–1907 | Miethäuser                                                                               | Wien 8, Kochgasse 8 Standort                                                  |                                                                                               | P84(Architekt): P131(Ort):                                                  |
| ja    | Datei hochladen | 1891–1907 | Miethäuser                                                                               | Wien 8, Kochgasse 10 Standort                                                 |                                                                                               | P84(Architekt): P131(Ort):                                                  |
| ja    | Datei hochladen | 1891–1907 | Miethäuser                                                                               | Wien 8, Kochgasse 12 Standort                                                 | Anmerkung: Kochgasse 12 wurde von Hermann Helmer selbst genutzt.                              | P84(Architekt): P131(Ort):                                                  |
| ja    | Datei hochladen | 1891–1907 | Miethäuser                                                                               | Wien 8, Kochgasse 14 Standort                                                 |                                                                                               | P84(Architekt): P131(Ort):                                                  |
| ja    | Datei hochladen | 1891–1907 | Miethäuser                                                                               | Wien 8, Kochgasse 16 Standort                                                 |                                                                                               | P84(Architekt): P131(Ort):                                                  |
| ja    | Datei hochladen | 1892      | Miethaus                                                                                 | Wien 1, Schottengasse 7 Standort                                              |                                                                                               | P84(Architekt): P131(Ort):                                                  |
| ja    | Datei hochladen | 1892      | Maria-Theresia-Frauen-Hospital HERIS-ID: 47763 Objekt-ID: 51077                          | Wien 8, Feldgasse 9 Standort                                                  | Anmerkung: heute Hygienisch-bakteriologische Untersuchungsanstalt der Stadt Wien              | P84(Architekt):Büro Fellner & Helmer P131(Ort):Josefstadt Region-ISO:AT-9   |
| ja    | Datei hochladen | 1893      | Miethaus                                                                                 | Wien 6, Webgasse 24 Standort                                                  |                                                                                               | P84(Architekt): P131(Ort):                                                  |
| ja    | Datei hochladen | 1894      | Ehem. Palais Rothschild                                                                  | Wien 4, Prinz-Eugen-Straße 26 Standort                                        | Anmerkung: heute Brasilianische Botschaft                                                     | P84(Architekt):Büro Fellner & Helmer P131(Ort):Wien Region-ISO:AT-9         |
| ja    | Datei hochladen | 1894      | Miethaus                                                                                 | Wien 6, Gumpendorferstraße 26 / Bienengasse 1 Standort                        |                                                                                               | P84(Architekt): P131(Ort):                                                  |
| ja    | Datei hochladen | 1894–1895 | Palais Lanckoronski                                                                      | Wien 3, Jacquingasse 16–18 Standort                                           | zerstört Anmerkung: Palais Lanckoroński                                                       | P84(Architekt):Büro Fellner & Helmer P131(Ort):Wien Region-ISO:AT-9         |
| ja    | Datei hochladen | 1894–1895 | Villa Geitler                                                                            | Wien 13, Lainzer Straße 43 Standort                                           |                                                                                               | P84(Architekt): P131(Ort):                                                  |
| ja    | Datei hochladen | 1895      | Miethaus                                                                                 | Wien 4, Wiedner Hauptstraße 46 Standort                                       |                                                                                               | P84(Architekt): P131(Ort):                                                  |
| ja    | Datei hochladen | 1896      | Klubhaus Residenzhof HERIS-ID: 30888 Objekt-ID: 27710                                    | Wien 1, Seilerstätte 16 Standort                                              | Anmerkung: Wohnungen und Klubräume                                                            | P84(Architekt): P131(Ort):Innere Stadt Region-ISO:AT-9                      |
| ja    | Datei hochladen | 1898      | Ehem. Liesinger Brauhaus-Restauration HERIS-ID: 21857 Objekt-ID: 18182                   | Wien 23, Breitenfurterstraße 370 Standort                                     |                                                                                               | P84(Architekt): P131(Ort):Liesing Region-ISO:AT-9                           |
| ja    | Datei hochladen | 1898–1899 | Villa Forster                                                                            | Wien 13, Adolfstorgasse 21 Standort                                           |                                                                                               | P84(Architekt): P131(Ort):                                                  |
| ja    | Datei hochladen | 1902–1904 | Gerngross                                                                                | Wien 7, Mariahilfer Straße 42–48 Standort                                     | zerstört                                                                                      | P84(Architekt): P131(Ort):                                                  |
| ja    | Datei hochladen | 1903–1904 | Bezirksamt Liesing HERIS-ID: 22697 Objekt-ID: 19036                                      | Wien 23, Perchtoldsdorfer Straße 2 Standort                                   | → Hauptartikel : Amtshaus Liesing f1                                                          | P84(Architekt):Hermann Helmer P131(Ort):Liesing Region-ISO:AT-9             |
| ja    | Datei hochladen | 1904      | Terramare-Schlössel                                                                      | Wien 17, Heuberggasse 10 / Trimmelgasse 5 Standort                            |                                                                                               | P84(Architekt): P131(Ort):                                                  |
| ja    | Datei hochladen | 1908      | Miethaus                                                                                 | Wien 19, Pokornygasse 23 Standort                                             |                                                                                               | P84(Architekt): P131(Ort):                                                  |
| ja    | Datei hochladen | 1908–1910 | Miethaus                                                                                 | Wien 8, Wickenburggasse 3 Standort                                            |                                                                                               | P84(Architekt): P131(Ort):                                                  |
| ja    | Datei hochladen | 1908–1910 | Miethaus                                                                                 | Wien 8, Wickenburggasse 5 Standort                                            |                                                                                               | P84(Architekt): P131(Ort):                                                  |
| ja BW | Datei hochladen | 1910–1912 | Neurologisches Krankenhaus Rosenhügel HERIS-ID: 112373 Objekt-ID: 130517                 | Wien 13, Riedelgasse 5 Standort                                               | Anmerkung: Direktionsvilla, Verwaltungsgebäude, Wirtschaftshof, Küche                         | P84(Architekt): P131(Ort):Wien Region-ISO:AT-9                              |

### Andere Orte
| Foto  |                 | Baujahr              | Name                                                     | Standort                                                             | Beschreibung | Metadaten |
| ----- | --------------- | -------------------- | -------------------------------------------------------- | -------------------------------------------------------------------- | --- | --- |
| ja    | Datei hochladen | in den 1870er Jahren | Schloss Sanguszko Antoniny · Wikidata                    | Antoniny, heute Ukraine Standort                                     | zerstört Anmerkung: 1919 von den Bolschewiken zerstört                                                                        | P84(Architekt):François Arveuf, Büro Fellner & Helmer P131(Ort):Antoniny Region-ISO:UA-68                               |
| ja    | Datei hochladen | 1880                 | Waldhäuser Ernst Ledere                                  | Dr.-Sigmund-Stransky-Straße 13, Bad Vöslau Standort                  | | P84(Architekt): P131(Ort):                                                                                              |
| ja    | Datei hochladen | 1881–1883            | Palais Karolyi-Csekonics · Wikidata                      | Múzeum ut 17, Budapest Standort                                      | Anmerkung: Palais Lanckoroński                                                                                                | P84(Architekt): P131(Ort):VIII. Budapester Bezirk Region-ISO:HU-BU                                                      |
| ja    | Datei hochladen | 1885                 | Palais Modello · Wikidata                                | Fiume (Rijeka), heute Kroatien Standort                              | Anmerkung: Heute Stadtbücherei und italienisches Kulturzentrum                                                                | P84(Architekt):Büro Fellner & Helmer P131(Ort):Rijeka Region-ISO:HR-08                                                  |
| ja    | Datei hochladen | 1885                 | Justizpalast Suceava · Wikidata                          | Suceava, heute Rumänien Standort                                     | | P84(Architekt): P131(Ort):Suceava Region-ISO:RO-SV                                                                      |
| ja    | Datei hochladen | 1890–1891            | Friess Villa, Neues Schloss · Wikidata                   | Zborovice, heute Tschechien Standort                                 | | P84(Architekt): P131(Ort):Q56413252 Region-ISO:CZ-72                                                                    |
| ja    | Datei hochladen | 1890–1891            | Schloss Pavlovice · Wikidata                             | Pawlowitz (Pavlovice u Přerova), heute Tschechien Standort           | Anmerkung: Heute Altersheim Domov Alfréda Skeneho                                                                             | P84(Architekt): P131(Ort):Pavlovice u Přerova Region-ISO:CZ-71                                                          |
| ja    | Datei hochladen | 1891–1896            | Hotel Waldeck                                            | Smetanovy sady 75/1, Pilsen, heute Tschechien Standort               | | P84(Architekt): P131(Ort):                                                                                              |
| ja    | Datei hochladen | 1892                 | Lausturm Sooß                                            | Lausturm 1, Sooß Standort                                            | Anmerkung: In Auftrag gegeben von Schlumberger zum Gedenken der Ausrottung der Reblaus. Auch Weinbergschlösschen Schlumberger | P84(Architekt): P131(Ort):                                                                                              |
| ja    | Datei hochladen | 1893–1895            | Kaiserbad · Wikidata                                     | Karlsbad (Karlovy Vary), heute Tschechien Standort                   | | P84(Architekt):Büro Fellner & Helmer, Ferdinand Fellner der Jüngere, Hermann Helmer P131(Ort):Karlsbad Region-ISO:CZ-41 |
| ja    | Datei hochladen | 1896–1907            | Grandhotel Pupp · Wikidata                               | Karlsbad (Karlovy Vary), heute Tschechien Standort                   | → Hauptartikel : Grandhotel Pupp f1                                                                                           | P84(Architekt):Büro Fellner & Helmer P131(Ort):Karlsbad Region-ISO:CZ-41                                                |
| ja    | Datei hochladen | 1897                 | Schloss Žinkovy · Wikidata                               | Žinkovy, heute Tschechien Standort                                   | → Hauptartikel : Schloss Žinkovy f1                                                                                           | P84(Architekt): P131(Ort):Q56416077 Region-ISO:CZ-32                                                                    |
| ja    | Datei hochladen | 1898                 | Palais Jan Albin Goetz · Wikidata                        | Brzesko, heute Polen Standort                                        | → Hauptartikel : Schloss Brzesko f1                                                                                           | P84(Architekt):Ferdinand Fellner der Jüngere, Leopold Simony P131(Ort):Brzesko Region-ISO:PL-12                         |
| ja    | Datei hochladen | 1898                 | Berghaus Hochschneeberg                                  | Standort                                                             | → Hauptartikel : Berghaus Hochschneeberg f1                                                                                   | P84(Architekt):Büro Fellner & Helmer P131(Ort):Puchberg am Schneeberg Region-ISO:AT-3                                   |
| ja    | Datei hochladen | 1898                 | Bank                                                     | Sitschowych Strilziw Uliza 9, Lemberg (Lwiw), heute Ukraine Standort | | P84(Architekt): P131(Ort):                                                                                              |
| ja    | Datei hochladen | 1898                 | Casino Szlacheckie in Lemberg · Wikidata                 | Lemberg (Lwiw), heute Ukraine Standort                               | | P84(Architekt):Ferdinand Fellner der Jüngere P131(Ort):Lemberg Region-ISO:UA-46                                         |
| ja    | Datei hochladen | 1898–1899            | Staatstheater Mainz, Umbauten · Wikidata                 | Mainz, Deutschland Standort                                          | → Hauptartikel : Staatstheater Mainz f1                                                                                       | P84(Architekt): P131(Ort):Mainz-Altstadt Region-ISO:DE-RP                                                               |
| ja    | Datei hochladen | 1899–1900            | Hatschek-Villa                                           | Linz, Auf der Gugl 3                                                 | zerstört | P84(Architekt): P131(Ort):                                                                                              |
| ja    | Datei hochladen | 1899–1901            | Hotel George · Wikidata                                  | Lemberg, heute Ukraine Standort                                      | → Hauptartikel : Hotel George f1                                                                                              | P84(Architekt):Büro Fellner & Helmer P131(Ort):Lemberg Region-ISO:UA-46                                                 |
|       | Datei hochladen | 1899                 | Hotel Erzherzog Johann                                   | Semmering, Bundesstraße 4 Standort                                   | zerstört | P84(Architekt): P131(Ort):                                                                                              |
| ja    | Datei hochladen | 1900                 | Parkkolonnaden · Wikidata                                | Karlsbad (Karlovy Vary), heute Tschechien Standort                   | Anmerkung: Tržní kolonáda | P84(Architekt): P131(Ort):Karlsbad Region-ISO:CZ-41                                                                     |
| ja    | Datei hochladen | 1897                 | Hotel Schneeberghof                                      | Wiener Neustädter Straße 24, Puchberg am Schneeberg Standort         | Früher Hotel Schneebergbahn. Nach wie vor Hotel, mit modernem Anbau                                                           | P84(Architekt): P131(Ort):                                                                                              |
| ja BW | Datei hochladen | 1901–1904            | Sparkassengebäude Wels HERIS-ID: 97138 Objekt-ID: 112883 | Wels, Österreich Standort                                            | fungiert heutzutage als Medien Kultur Haus                                                                                    | P84(Architekt): P131(Ort):Wels Region-ISO:AT-4                                                                          |
| ja    | Datei hochladen | 1902                 | Villa Böhler                                             | Mariazeller Straße 30, Kapfenberg Standort                           | | P84(Architekt): P131(Ort):                                                                                              |
| ja    | Datei hochladen | 1912–1913            | Hotel Panhans                                            | Semmering, Hochstraße 32 a/b, NÖ Standort                            | Anmerkung: Hotel Panhans, Dependancen „Pension Waldesruhe“ und „Fürstenhof“                                                   | P84(Architekt):Büro Fellner & Helmer P131(Ort):Semmering Region-ISO:AT-3                                                |
| ja    | Datei hochladen | 1912–1914            | Kastner & Öhler                                          | Graz, Sackstraße Standort                                            | | P84(Architekt): P131(Ort):Graz Region-ISO:AT-6                                                                          |

- zahlreiche Villenbauten und Schlösser: u. a. die Jagdschlösser von Baron Rothschild, Villa Wessely (v/o Füssel-Villa) in Tulln, Villa Schwarzenbach in Rüschlikon/Zürich

## Film
- Die Theaterbauer Helmer und Fellner – Räume für Träume. Dokumentation, Österreich, 2008, 26 Min., Regie: Ute Gebhardt, Produktion: NDR, WEGA film Wien, Inhaltsangabe von arte